# Katerîna Serebreanska
Katerîna Serebreanska (n. 25 octombrie 1977, Simferopol, RSS Ucraineană, URSS) este o sportivă ce a reprezentat Ucraina, medaliată olimpică. A participat la o ediție a Jocurilor Olimpice (1996) în care a câștigat o medalie de aur.

## Participări
Lista de mai jos prezintă principalele competiții la care a participat Katerîna Serebreanska de-a lungul carierei.
- gymnastics at the 1996 Summer Olympics – women's rhythmic individual all-around[*]